# Heusden
Heusden és un municipi de la província del Brabant del Nord, al sud dels Països Baixos. L'1 de gener del 2021 tenia 45.005 habitants repartits sobre una superfície de 81,18 km² (dels quals 2,33 km² corresponen a aigua). Limita al nord amb Aalburg, Zaltbommel (Gelderland) i	Maasdriel (Gelderland), a l'oest amb Waalwijk i Loon op Zand, a l'est amb 's-Hertogenbosch i al sud amb Tilburg, Haaren i Vught.

## Centres de població
Doeveren, Drunen, Elshout, Giersbergen, Haarsteeg, Hedikhuizen, Heesbeen, Herpt, Heusden, Nieuwkuijk, Oudheusden i Vlijmen.

## Administració
Des del 12 de novembre del 2018, l'alcalde del municipi és Willemijn van Hees del VVD. Els 29 membres del consistori municipal són, des del 2022:
| Partit                              | Escons |
| ----------------------------------- | ------ |
| DMP Heusden                         | 7      |
| Gemeentebelangen                    | 6      |
| Heusden één                         | 4      |
| Heusden Transparant                 | 4      |
| VVD                                 | 3      |
| Esquerra Verda - Partit del Treball | 2      |
| CDA                                 | 2      |
| Heusden Verbindt                    | 1      |
| D66                                 | 1      |
| Font:                               |        |